# Tilacoide
Em botânica, designam-se como tilacoides os sistemas de membranas internas do cloroplasto e das cianobactérias que contêm a(s) clorofila(s) sendo, portanto, o local de ocorrência das reações de luz da fotossíntese (fase dependente da luz).
Essas membranas empilhadas ou comprimidas são conhecidas como lamelas dos grana (plural de granum), enquanto que as membranas expostas, em que não há empilhamento, são as lamelas do estroma. estomatos formadores de celulas de paredes clorofilianas, do suber que tem a suberina